# سلیمان اسکندری
سلیمان میرزا اسکندری (۱۲۵۵ در تهران – ۱۳۲۲) سیاستمدار ایرانی بود. او از سال ۱۲۸۵ خورشیدی در عرصه سیاسی ایران فعال و شناخته شده بود.
اسکندر از دارالفنون دیپلم گرفت و وارد خدمات دولتی در نظمیه، گمرک و پست شد. سلیمان میرزا نخستین بار در دومین دوره مجلس شورای ملی از اراک به نمایندگی انتخاب شد ولی اعتبارنامه او به تصویب نرسید. در ۸ ذیحجه ۱۳۲۷ قمری به جای برادرش یحیی میرزا که درگذشته بود از سوی مجلس به جای او به عنوان نماینده انتخاب شد. در مجلس عضو فراکسیون دمکرات بود و به لیدری آن رسید. در سال ۱۲۹۳ از اصفهان به مجلس سوم انتخاب شد. در جریان جنگ جهانی اول به دلیل ضدیت با روسیه تزاری و بریتانیا به آلمان گرایش پیدا کرد و در آبان ۱۲۹۴ ریاست کمیته دفاع ملی را در قم عهده‌دار بود. در بهمن ۱۲۹۶ توسط ارتش بریتانیا دستگیر و در هند محبوس گردید. در سال ۱۳۰۰ به نمایندگی از تهران به مجلس چهارم انتخاب شد و به همراه سید محمدصادق طباطبایی پایه‌گذار حزب سوسیالیست ایران و رهبر آن در دهه ۱۳۰۰ شد. او در این دوره از سوی شوروی به عنوان رهبر نیروهای چپ ایران دانسته می‌شد، با دولت احمد قوام مخالفت می‌کرد و از رضاخان سردار سپه حمایت کرد. در آبان ۱۳۹۰ در اولین کابینه رضاخان به وزارت معارف رسید. در بهمن ۱۳۰۲ مجدداً از تهران به مجلس انتخاب شد. او با استیضاح دولت رضاخان توسط سید حسن مدرس مخالف بود. او در آبان ۱۳۰۴ به خلع قاجار رای داد، ولی به انتقال سلطنت به سلسله پهلوی رای ممتنع داد. در سال ۱۳۰۶ به  شوروی، به آلمان و سپس فرانسه مسافرت کرد و سپس تا پایان حکومت رضاشاه در شهریور ۱۳۲۰ از فعالیت سیاسی کناره گرفت و خانه نشین بود. پس از تأسیس حزب تودهٔ ایران در ۱۵ مهر ۱۳۲۰، او در رأس حزب قرار گرفت. او در نخستین انتخابات مجلس پس از برکناری رضاشاه نامزد شد اما در جریان انتخابات درگذشت.

## زندگی
سلیمان میرزا اسکندری از نوادگان عباس میرزای ولیعهد بود. سلیمان میرزا فرزند محسن میرزا کفیل‌الدوله و او فرزند محمدطاهر میرزا، از نامدارترین مترجمان ایران در عهد قاجار بود. تحصیلات خود را در تهران به پایان رساند و سپس وارد ادارهٔ نظمیه شد. پس از آن سمت‌های مختلفی را عهده‌دار بود و چند بار نیز وکیل مجلس شد. مدتی هم سمت وزارت فرهنگ را داشت.
سلیمان میرزا شغل دولتی خود را بعد از سال ۱۳۰۵ از دست داد و بر خلاف بیشتر اشراف قاجار، در حالی که هیچ گونه درآمدی نداشت مجبور شده بود تا معاش خود را از راه خرده فروشی تأمین کند.
او در دوره دوم مجلس شورای ملی به نمایندگی انتخاب شد و نایب رئیس کمیسیون معارف بود. همراه کسانی چون سید حسن تقی‌زاده و محمدامین رسول زاده و سیدمحمدرضا مساوات حزب دموکرات را بنیان نهاد و روزنامه ایران نو را انتشار داد. سلیمان میرزا رهبر حزب دموکرات در مجلس دوم بود که اقلیت را در دست داشتند. به دوره سوم مجلس نیز که در آذر ۱۲۹۳ تشکیل شد به نمایندگی از تهران راه یافت. در این دوره پس از آنکه ذکاءالملک فروعی برای تصدی وزارت عدلیه در دولت مشیرالدوله از مجلس رفت، به جای او در پانزدهم فروردین ۱۲۹۴ به عنوان نایب رئیس مجلس انتخاب شد. با پیشروی ارتش روسیه بسوی تهران در جریان جنگ جهانی اول، مجلس تعطیل شد و سلیمان میرزا و شماری از نمایندگان مجلس به کرمانشاه مهاجرت کردند و در آنجا دولتی به ریاست نظام السلطنه مافی تشکیل دادند. با شکست این دولت و اشغال کرمانشاه به دست ارتش روسیه، سلیمان میرزا به موصل رفت و هشت ماه در آنجا ماند تا اینکه تلگرافی از تهران به او رسید که دولت درصدد است مجلس را بزودی بازگشایی کند و او نیز به نمایندگی انتخاب شده و از او خواسته بودند فوراً به تهران حرکت کند. سلیمان میرزا به ایران بازگشت اما وقتی به قصرشیرین رسید پی برد که محاسباتش غلط بوده‌است. او نزد خوانین ایل سنجابی رفت و مدتی با آنها ییلاق و قشلاق کرد تا اینکه در روزی بارانی، چهارصد سوار هندی چادرش را محاصره و او را دستگیر کردند و به بغداد بردند. سلیمان میرزا هشت ماه در بغداد، هفده ماه در بصره و یازده ماه در یحیای زندانی بود. پس از آزادی همچنان در خارج از ایران به سر می‌برد تا اینکه به نمایندگی دوره چهارم مجلس شورای ملی از تهران انتخاب شد و به کشور بازگشت.

### دعوا با مصدق
در دوره چهارم مجلس شورای ملی، سلیمان میرزا رهبر جناح اقلیت بود. او به مخالفت با مصدق برخاست که پس از سقوط کابینه سید ضیاءالدین طباطبایی در دولت قوام السلطنه وزیر مالیه شده بود. مصدق از مجلس اختیارات ویژه ای به مدت سه ماه می‌خواست که مصوبات پیشین مجلس را دربارهٔ وزارت مالیه لغو کند و با تقدیم لوایحی به مجلس، ساختار این وزارتخانه را بازسازی کند. مجلس درخواست مصدق را پذیرفت و به اعطای اختیارات به او رأی داد. سلیمان میرزا با اعطای این اختیارات مخالف بود و به مخالفت خود ادامه داد تا اینکه در یکی از جلسات (هفتم دی ۱۳۰۰) به مصدق اعتراض کرد که چرا با وجود کسب اختیارات هنوز معلمان چند ماه است حقوق نگرفته‌اند. مصدق پاسخ داد:

«مقصود از ماده واحده این بود که تشکیلات قدیمه وزارت مالیه لغو و به صورت تازه که در نظر گرفته شده‌است در آید. مقصود این نبود که وزیر مالیه میلیاردها پول در مملکت حاضر کند که هر وقت معلمین و غیرمعلمین بخواهند فوری در صندوق را باز کرده تأدیه نماید … شما (خطاب به سلیمان میرزا) با این حرف‌ها که می‌زنید، عوام را می‌توانید جلب کنید و دماگوژی (عوامفریبی) بفرمایید ولی خواص مملکت خوب می‌توانند درک کنند که اگر کابینه حاضره می‌خواست خیانت کند و می‌خواست با خارجه یا رو با بیگانه همکار باشد و دست تکدی پیش اجانب دراز کند و هزاران کارهای نگفتنی را بکند خوب و خوب می‌توانست تهیه پول کرده و به معلمین و دیگران بدهد. ».

سلیمان میرزا فریاد زد: «چه نامربوط می‌گویی؟ خفه شو» و بعد در حالی که از مجلس خارج می‌شد خطاب به مصدق گفت: «مردکه بی‌شرف». چند تن از نمایندگان نیز همراه با او مجلس را ترک گفتند و جلسه به هم ریخت. این نخستین دعوا حین نشست رسمی در تاریخ مجلس شورای ملی بود.

### دعوا با قوام‌السلطنه
دومین دعوا در نشستهای رسمی مجلس را نیز سلیمان میرزا رقم زد. در بیستم دی ۱۳۰۱ که قوام‌السلطنه به دلیل برخورد سخت با مطبوعات و توقیف جراید، آماج انتقاد نمایندگان شده بود، وسط سخنرانی قوام‌السلطنه در مجلس خطاب به او فریاد زد: «مردیکه چرند می‌گوید. توهین می‌کند. بی‌شرف است. خائن است، دزد است، دروغ می‌گوید». سلیمان میرزا با استناد به تلگرافی از حسین علاء وزیرمختار ایران در واشینگتن، قوام‌السلطنه را متهم کرد که از امریکاییها ۱۵۰ هزار تومان حق دلالی گرفته‌است. ادامه مخالفتهای سلیمان میرزا و دیگر نمایندگان با دولت قوام السلطنه باعث شد او دو هفته بعد از نخست‌وزیری کناره‌گیری کند.
سلیمان میرزا در برابر روحانیون قشری و محافظه کار مجلس موضع می‌گرفت. هنگامی که لایحه استخدام قضات در مجلس طرح شد، صدرالعلماء نماینده شیراز در نطقی پرحرارت و خشم آلود گفت: «لیسانس؟ من معنی این لیسانس را نفهمیدم. آقایان، مدعی‌العموم مداخله در عرض و ناموس مسلمان‌ها می‌کند … مدعی‌العموم باید دارای مقامی باشد که در کتب فقها برای ولایت مسلمین معین شده‌است … آقایان این مملکت کی است؟ ما کی هستیم؟ آخر باید فکر کرد مگر می‌شود همیشه با یک الفاظ غریب مسلمین را خفه کرد»؟ سلیمان میرزا وسط حرفهای او گفت: «این‌طور نیست مهمل می‌گویی».

### حمایت از رضاخان
در دوره پنجم مجلس شورای ملی، سلیمان میرزا باز هم به نمایندگی تهران انتخاب شد. این بار بر خلاف دوره گذشته، او در جناح اکثریت بود که از رضاخان سردارسپه، نخست‌وزیر حمایت می‌کردند. در تابستان ۱۳۰۳ که در پی کشته شدن کنسول آمریکا در تهران، رضاخان حکومت نظامی اعلام و مطبوعات را توقیف و عده‌ای را زندانی کرد، سلیمان میرزا از اقدام او حمایت کرد. هنگامی که مدرس، ملک‌الشعرای بهار و شماری از همفکرانشان طرح استیضاح رضاخان را به سبب اقداماتش در جریان حکومت نظامی به مجلس دادند، با آنان ابراز مخالفت کرد. در نهم آبان سال بعد نیز، او و جناح سوسیالیستهای مجلس به ماده واحده انقراض سلطنت قاجار و انتقال قدرت به رضا خان رأی موافق دادند.

## فرقه سوسیالیست ایران
سلیمان میرزا یکی از پایه‌گذاران سوسیالیسم در ایران است. آنگاه که اجتماعیون عامیون معنای سوسیالیسم مردم‌سالار را می‌داد و ترجمه‌ای بود از «سوسیال دموکرات‌ها». برای او مهم نبود که طرفداران سوسیالیسم نماز می‌خوانند یا نمی‌خوانند؛ مهم‌تر از ایمان مذهبی، ایمان به مساوات سوسیالیستی در جامعه بود. سلیمان میرزا اسکندری در روز ۱۷ دی ماه سال ۱۳۲۲ درگذشت. و در آرامگاه خانوادگی زیبای خود واقع در صفائیه چشمه علی شهرری به خاک سپرده شد.
بحث اتحاد سوسیالیست‌های جهان از سال ۱۸۶۴ میلادی (۱۲۴۳ خ) با تأسیس «بین‌الملل اول» آغاز شد. این انجمن تحت تأثیر عقاید کارل مارکس بود و پس از بروز اختلاف بین افراد تأثیرگذار در سال ۱۸۷۶ (۱۲۵۵ خ) فروپاشید. بین‌الملل دوم در سال‌های بعد با تفکرات سوسیال دموکراسی تجدید حیات یافت. بین‌الملل سوم (کمینترن) در مقابل آن به یک مجمع انترناسیونالیستی تمام عیار بدل گشت.
وقوع انقلاب سوسیالیستی در روسیه در اکتبر سال ۱۹۱۷ (۱۲۹۶ خورشیدی)، به آرایش نیروهای سیاسی در ایران شکل جدیدی بخشید. پیش‌تر در جریان جنگ جهانی اول در اروپا (۱۹۱۸–۱۹۱۴) که روسیه و انگلیس هر دو بی‌طرفی ایران را نقض کرده بودند، نمایندگان مجلس برای مقابله با این وضع به تشکیل دولتی موقت با عنوان کمیتهٔ دفاع ملی اقدام کردند و رو به غرب کشور گذاشتند تا دولت موقت‌شان را آن‌جا برپا کنند.
درپی اشغال کرمانشاه توسط روسیه در سال ۱۲۹۴ خورشیدی، فعالیت این کمیته متوقف شد و در آن زمان جمعی از اعضای حزب دموکرات و حزب اعتدالیون به قصرشیرین رفتند و بعداً در همان‌جا تأسیس فرقهٔ سوسیالیست ایران به رهبری سلیمان میرزا اعلام شد.

## حزب تودهٔ ایران
پس از سقوط حکومت رضاشاه، حزب توده ایران در خانه سلیمان میرزا اسکندری شکل گرفت و اعلام موجودیت کرد و سلیمان میرزا رهبر افتخاری حزب به‌شمار می‌رفت. (۱۳۲۰). برنامه و اساسنامهٔ حزب تودهٔ ایران چنان سمت‌گیری عام، ملی و سوسیالیستی در عرصهٔ داخلی و فاشیسم‌ستیز و استعمارستیز در عرصهٔ داخلی و خارجی داشت که شخصیتی چون او رهبری این حزب را پذیرفت و تا زمان مرگش این جایگاه را که عملاً تشریفاتی بود برعهده داشت. سلیمان میرزا اسکندری در هفدهم دی ۱۳۲۲ درگذشت و در امامزاده عبدالله شهرری به خاک سپرده شد.

## آثار
نگارش آثاری چون جنگ اول، توطئه‌های دولت عثمانی، هفت‌رنگی روحانیون، انقلاب گیلان، حکومت گیلان، دیکتاتوری رضاخان و… در کارنامهٔ سیاسی او بود.